# Campoletis kumatai
Campoletis kumatai là một loài tò vò trong họ Ichneumonidae.